# Lonicera sumatrana
Lonicera sumatrana är en kaprifolväxtart som beskrevs av Friedrich Anton Wilhelm Miquel. Lonicera sumatrana ingår i släktet tryar, och familjen kaprifolväxter. Inga underarter finns listade i Catalogue of Life.